# Sorento (Illinois)
Pour les articles homonymes, voir Sorento.
Sorento est une ville de l'Illinois, dans le comté de Bond.